# Sciurocheirus makandensis
Sciurocheirus makandensis is een zoogdier uit de familie van de galago's (Galagidae). De wetenschappelijke naam van de soort werd voor het eerst geldig gepubliceerd door Ambrose in 2013.

## Voorkomen
De soort in alleen bekend uit Gabon.